# Harriet Bishop
Harriet Bishop (1 de enero de 1817 - 8 de agosto de 1883) fue una educadora, escritora, sufragista y activista del Movimiento por la Templanza la estadounidense. Nacida en Panton (Vermont), se mudó a Saint Paul (Minesota) en 1847. Allí fundó la primera escuela pública del Territorio de Minnesota, la primera escuela dominical del territorio, fue miembro fundador de organizaciones de La Templanza, sufragistas y cívicas, desempeñó un papel central en el establecimiento de la Primera Iglesia Bautista de Saint Paul y fue una activa promotora de su estado adoptivo.

## Educación y carrera
Bishop recibió su formación como profesora en el Instituto Fort Edward y en la «Escuela Normal del Estado de Nueva York» en Albany, estado de Nueva York, bajo la instrucción de la renombrada educadora Catharine Beecher de Boston, Massachusetts. Pasó la primera década de su carrera enseñando en Essex (Nueva York).
Dada la creciente demanda de maestros en la frontera en expansión, y el limitado número de oportunidades en Nueva Inglaterra para que las mujeres jóvenes encuentrasen puestos de enseñanza, la recién formada Junta de Educación Popular Nacional en Cleveland, Ohio desarrolló un programa que animaba a las jóvenes maestras a trasladarse a los territorios del oeste para fundar escuelas. Cuando llegó la noticia de una oportunidad en el Territorio de Minnesota, Bishop estaba ansiosa por conseguirla como una aventura emocionante. De las protestas y argumentos que su familia y amigos hicieron en contra de su decisión, escribió más tarde que «fueron para mí como tantos incentivos para que persistiera en mi decisión». Su inspiración para la aventura fue en parte influenciada por la lectura de las memorias de las misioneras bautistas Harriet Newell y Ann Judson durante sus misiones en Birmania.
La primera escuela, que abrió en una antigua herrería el 19 de julio de 1847, era una «choza de troncos amurallada con barro... cubierta de corteza y resquebrajada por el barro» en lo que hoy es la calle St. Peter y el bulevar Kellogg en el relativamente aislado puesto de comercio de pieles de Saint Paul. En menos de un año, organizó el Círculo Industrial de Saint Paul para recaudar fondos con el fin de poder construir una nueva estructura para los estudiantes. El nuevo edificio también sirvió como iglesia, sala de reuniones, tribunal y lugar de votación. De los siete estudiantes de su primera clase, únicamente dos eran caucásicos. Tuvo que depender de un estudiante que hablaba con fluidez el francés, el dakota y el inglés para que le tradujera sus clases —que impartía en inglés—. Para ayudar aún más en la educación de los niños de Minesota, Bishop estableció el Seminario de Mujeres de Minnesota en Saint Paul en 1850.
Encajando con su profunda fe y devoción religiosa, poco después de su llegada, también fundó la primera escuela dominical en Minesota. Bishop está considerada la fundadora de facto del movimiento ecuménico de la iglesia en Minesota.

## Activismo
Estaba activamente involucrada en muchas preocupaciones públicas, sobre todo en el Movimiento por la Templanza y el sufragio femenino. Ayudó a organizar a los Hijos de la Templanza y animó a sus estudiantes a comprometerse a abstenerse del alcohol. En 1867 ayudó a fundar la Unión de Damas Cristianas y encabezó la construcción del Hogar de los Sin Amigos, que ahora es Wilder Residence East. En 1877, se convirtió en la primera organizadora de la Unión Cristiana de Minnesota para la Templanza, trabajando para ayudar a formar capítulos en todo el estado. Bishop también es reconocida como una de las fundadoras de la Asociación de Sufragio Femenino de Minnesota.

## Vida personal
Aunque Bishop se estableció rápidamente como una fuerza pública dinámica en el que pronto sería el nuevo estado de Minesota, hay poca información sobre su vida privada. Era la tercera hija de Putnam y Miranda Bishop de Panton (Vermont). Se comprometió a casarse con un joven abogado de Saint Paul que era más joven que ella, pero el compromiso fue cancelado por la hermana del hombre que creía que la diferencia de edad entre ambos era impropia. En 1858 se casó con John McConkey, un viudo con cuatro hijos. Este matrimonio duró hasta 1867 cuando, habiendo sido evidentemente roto por las experiencias como soldado del Primer Regimiento de Minnesota en la Guerra de Secesión, McConkey se había convertido en un alcohólico. Ella demandó con éxito el divorcio y pidió que le restauraran su apellido de soltera.
A principios de la década de 1870, Bishop fue demandada en una demanda civil acusada de haber realizado compras de tierras no autorizadas en nombre de un especulador de tierras de Nueva York. Poco después de esto, en 1873, entró en un circuito de conferencias en California. Regresó a Saint Paul en 1875 donde continuó trabajando como conferenciante, escritora y activista hasta su muerte el 8 de agosto de 1883. Está enterrada en el Cementerio de Oakland de Saint Paul (Minesota).

## Lista parcial de obras
- "Floral Home; or, First Years of Minnesota", publicada en Nueva York, 1857[7]
- "Dakota War Whoop, or Indian Massacres and War in Minnesota of 1862–63", publicada en 1863[8]
- "Minnesota Then and Now", publicada en 1869[9]

## Legado
Bishop es el nombre de la Harriet Bishop, una embarcación fluvial que opera en St. Paul.  La Escuela Primaria Harriet Bishop en Rochester, y en Savage, de Minesota también llevan su nombre.